# Petrona de la Cruz
Petrona de la Cruz (Zinacantán, Chiapas, 23 de septiembre de 1965) es una dramaturga, actriz y escritora mexicana hablante de tzotzil y castellano.Reconocida tanto a nivel nacional como internacional, ha recibido múltiples premios por su contribución a las artes escénicas y la literatura. A través de sus obras, ha logrado resaltar y preservar la riqueza cultural de los pueblos indígenas de México. Su trabajo se caracteriza por su profundo compromiso social y su habilidad para dar voz a las historias y experiencias de las mujeres indígenas. 
Primeros años
Fue la mayor de seis hermanos y desde muy pequeña recibió la encomienda del hogar y la crianza de sus hermanos, por lo que no tuvo la oportunidad de ir a la escuela en su niñez, acabando su primaria hasta los 17 años. Tiempo después decidió trasladarse a San Cristóbal de las Casas a aprender corte y confección, sin saber que sería secuestrada y violada, vivencia documentada en su obra autobiográfica "Dulces y amargos sueños". Producto de ese ataque quedaría embarazada, situación de la que se enteró hasta el día que dio a luz. Al poco tiempo de este suceso trágico su madre falleció y fue culpada de su muerte, lo que, sumado al acoso de los hombres de su pueblo natal, la obligó a abandonar su hogar.
A pesar de su difícil situación, Petrona encontró refugio en el teatro comunitario, donde descubrió la paz y la terapia que su corazón necesitaba. Hallando en la cultura, la oportunidad de ayudar a otras personas, especialmente a mujeres y niñas quienes sufren discriminación y violencia sistemática.
Estudios
Hizo los estudios primarios y secundarios en su villa natal, y comenzó el Bachillerato en San Cristóbal de las Casas.Entre 1989 y 1992 estudió teatro en San Jtz’ibajom con Francisco Álvarez y Ralph Líe, e hizo cursos de producción radiofónica. De 1992 a 1994 promovió la lectura en lengua tzotzil en bibliotecas de escuelas rurales,contribuyendo significativamente a la preservación y difusión de la lengua y cultura indígena. Su labor en estas comunidades rurales subraya su compromiso con la educación y el empoderamiento cultural de los pueblos originarios.
Trayectoria
En 1994 junto con Isabel Juárez Espinosa formó el centro para mujeres indígenas FOMMA (Fortaleza de la Mujer Maya), en San Cristóbal de lanas Casas.  Este colectivo está dirigido a "responder a las necesidades de las mujeres que dejaron sus pueblos en la montaña en búsqueda de trabajo" a través de talleres de alfabetización en español, tzotzil y tzeltal; así como de talleres de costura y panadería, además de ofrecer un servicio de guardería. De este grupo han surgido obras colectivas como Soledad y Esperanza (2005), obra que estuvo guiada bajo la dirección de Doris Difarnecio en el teatro Francisco Nunes en Belo Horizonte, Brasil, como parte del Quinto Encuentro del Hemispheric Institute of Performance and Politics.
En 2002, fue seleccionada como becaria del Consejo Nacional para la Cultura y las Artes en 2002,(CONACULTA), reconocimiento que le permitió profundizar en su formación artística y literaria. Durante este periodo, tuvo la oportunidad de desarrollar varios proyectos que enriquecieron su carrera y le abrieron nuevas puertas en el ámbito cultural. Este apoyo le permitió también establecer contactos importantes y acceder a recursos que impulsaron su crecimiento profesional, consolidándola como una figura prominente en la dramaturgia y literatura mexicana.
Petrona de la Cruz ha escrito y dirigido varias obras de teatro que han sido representadas en Australia, Canadá, Estados Unidos, México y diversos países de Latinoamérica. Sus obras abordan temas como la violencia doméstica, el racismo, la migración, el desplazamiento forzado y la identidad cultural. Su obra Una mujer desesperada fue publicada en inglés (A Desperate Woman) como parte de la antología Holy Terrors: Latin American Women Perform (Duke University Press, 2003) y la obra Madre olvidada se incluye en la compilación de textos dramáticos La risa olvidada de la madre. 10 años de la fortaleza de la mujer maya (Ediciones La Burbuja, 2005). Entre sus obras dramáticas se encuentran “Dulces y amargos sueños”, “Infierno y esperanza”, “Desprecio paternal” y “La monja bruja”.
También ha incursionado en el ensayo Con “La educación, el teatro y los problemas de las mujeres en los Altos de Chiapas” (Texas Christian University, 1993) y en la literatura infantil con el cuento “Soy tzotzil” (SEP / CONAFE, 1995).
Ha recibido varios reconocimientos por su labor artística y social, entre ellos: el premio Chiapas en literatura “Rosario Castellanos” (1992), el primer lugar en la muestra de estatal de teatro con el monólogo “Dulces y Amargos Sueños” (2019), fue homenajeada en la feria del libro UNICACH (2019), fue galardonada con la Medalla Rosario Castellanos que otorga el Congreso del Estado de Chiapas (2019) y recibió el premio internacional de teatro Gilder/Coigney en Nueva York, Estados Unidos (2023).
A lo largo de su carrera, Petrona ha luchado por los derechos de las mujeres indígenas y ha utilizado el teatro como una forma de dar voz a las mujeres y a las comunidades marginadas. Su trabajo ha sido fundamental para la promoción de la educación, la salud y los derechos de la mujer en México y en el mundo.
Algunas de sus obras dramáticas han sido representadas en Australia, Canadá, Estados Unidos, México y diversos países de Latinoamérica.
Incursión en la política
Petrona de la Cruz incursionó en la política invitada por el partido Morena como externa, ingresando como diputada de representación proporcional a la LXVIII Legislatura del H. Congreso del Estado de Chiapas. Su trayectoria como dramaturga y activista cultural le permitió abordar con sensibilidad y compromiso las problemáticas sociales más urgentes. Durante su mandato, presidió la Comisión de Postulación de la Medalla Rosario Castellanos, un reconocimiento que ella misma había recibido antes de su incursión en la política. Además, lideró las comisiones de Culturas Populares y de Pueblos y Comunidades Indígenas, donde promovió iniciativas para la preservación y promoción de las culturas indígenas.
Las propuestas legislativas de Petrona de la Cruz se centraron en mejorar la calidad de vida de las niñas, niños y adolescentes, así como de los grupos vulnerables. Abogó por los derechos de los pueblos indígenas y de las mujeres, enfocándose en la equidad de género y la protección contra la violencia. También impulsó políticas para el reconocimiento y apoyo a las personas con condición del espectro autista, y trabajó en mejorar la educación y la salud pública. Su enfoque integral buscaba el bienestar social, promoviendo un desarrollo inclusivo y equitativo para todas las comunidades de Chiapas.

## Obra
- Una mujer desesperada (1993, obra de teatro);[10] publicada en inglés (A Desperate Woman) como parte de la antología Holy Terrors: Latin American Women Perform (en la traducción de Shanna Lorenz,[5] Duke University Press, 2003)[9]
- La educación, el teatro y los problemas de las mujeres en los Altos de Chiapas (1993, Texas Christian University, ensayo)[11]
- Yo soy toztzil (1995)[12]
- Dulces y amargos sueños  (s.f., obra de teatro)[11]
- Infierno y esperanza (s.f., obra de teatro)[11]
- Madre olvidada; incluida en la compilación de textos dramáticos La risa olvidada de la madre. 10 años de la fortaleza de la mujer maya (Ediciones La Burbuja, 2005).[13]
- Livoskol Xunka’e = La tragedia de Juanita (2005); "denuncia sobre las condiciones de vida que sufren las mujeres mayas de Chiapas, en particular" pero también de otros lugares del mundo.[14]
- Desprecio paternal (2005; obra de teatro);[15] "drama sobre la vida cotidiana de la mujer indígena tsotsil [que] muestra el paternalismo y machismo de hombres necios, que desprecian a sus mujeres porque no les dan hijos varones"[16]
- La bruja convertida en monja (2003);[17] esta obra trata "sobre el abuso católico y evangélico [de m]ujeres indígenas [que se] consagran o se casan con Dios, porque no quieren seguir sufriendo" pero al entrar a estos espacios se encuentran con nuevos problemas.[18]

## Reconocimientos
- Premio Chiapas en Literatura del gobierno del Estado de Chiapas (1992)
- Medalla Rosario Castellanos del Congreso del Estado de Chiapas (2019)[1]
- Premio internacional de teatro Gilder/Coigney en Nueva York, Estados Unidos (2023).